# Plougasnou
 Plougasnou  (en bretón Plouganoù) es una población y comuna francesa, situada en la región de Bretaña, departamento de Finisterre, en el distrito de Morlaix y cantón de Lanmeur.

## Demografía
| 3536 | 3422 | 3368 | 3432 | 3530 | 3393 |
| Para los censos de 1962 a 1999 la población legal corresponde a la población sin duplicidades (Fuente: INSEE [Consultar]) |      |      |      |      |      |